# I’m Down
A Help! kislemez B oldala tartalmazza ezt a Lennon-McCartney szerzeményt. A dalt 1965 májusában vették fel, (a kislemez száma GB-S10/B), és megjelent az 1965. február 16-a és 1968. február 6-a között kiadott dalok közül kiválogatott The Batles Antology 2 c. válogatásalbum 1. oldalán (3. szám, a hossz 2 perc 53 másodperc.) is.

## Közreműködők
- Paul McCartney – ének, basszusgitár
- John Lennon – vokál, ritmusgitár, Vox Continental
- George Harrison – vokál, szólógitár
- Ringo Starr – dob, ütőhangszerek, bongo

### Produkció
- Norman Smith – hangmérnök
- George Martin – producer

## Fordítás
- Ez a szócikk részben vagy egészben  az   I’m Down című angol Wikipédia-szócikk fordításán alapul.  Az eredeti cikk szerkesztőit annak laptörténete sorolja fel. Ez a jelzés csupán a megfogalmazás eredetét és a szerzői jogokat jelzi, nem szolgál a cikkben szereplő információk forrásmegjelöléseként.